# Alcione Milano Società Sportiva
L'Alcione Milano Società Sportiva, brevemente Alcione Milano o Alcione, è una società calcistica italiana con sede nella città di Milano. Milita in Serie C, terza divisione del campionato italiano di calcio.
Fondata nel 1952, si è affermata anzitutto per il proprio florido settore giovanile, nel quale si sono formati numerosi calciatori di talento. La prima squadra ha invece militato prevalentemente nel calcio dilettantistico lombardo, arrivando a conoscere i maggiori successi negli anni 2020, allorché è arrivata per la prima volta in Serie D e poi, dopo aver vinto il proprio girone nella stagione 2023-24, in Serie C.
In termini di lega di militanza è la terza squadra cittadina dopo Inter e Milan, che con l’Alcione sono le uniche società della città di Milano ad aver disputato campionati a carattere professionistico.

## Storia
L'Alcione nasce nel 1952 nel municipio 7 di Milano: l'affiliazione alla FIGC porta la data del 2 luglio. Il nome e i colori sociali furono ispirati dal piumaggio del martin pescatore europeo, uccello che è anche soprannominato comunemente "alcione".
La prima sede era situata in uno scantinato di Viale Mar Jonio, gli allenamenti si svolgevano al campo sportivo Pavesi.

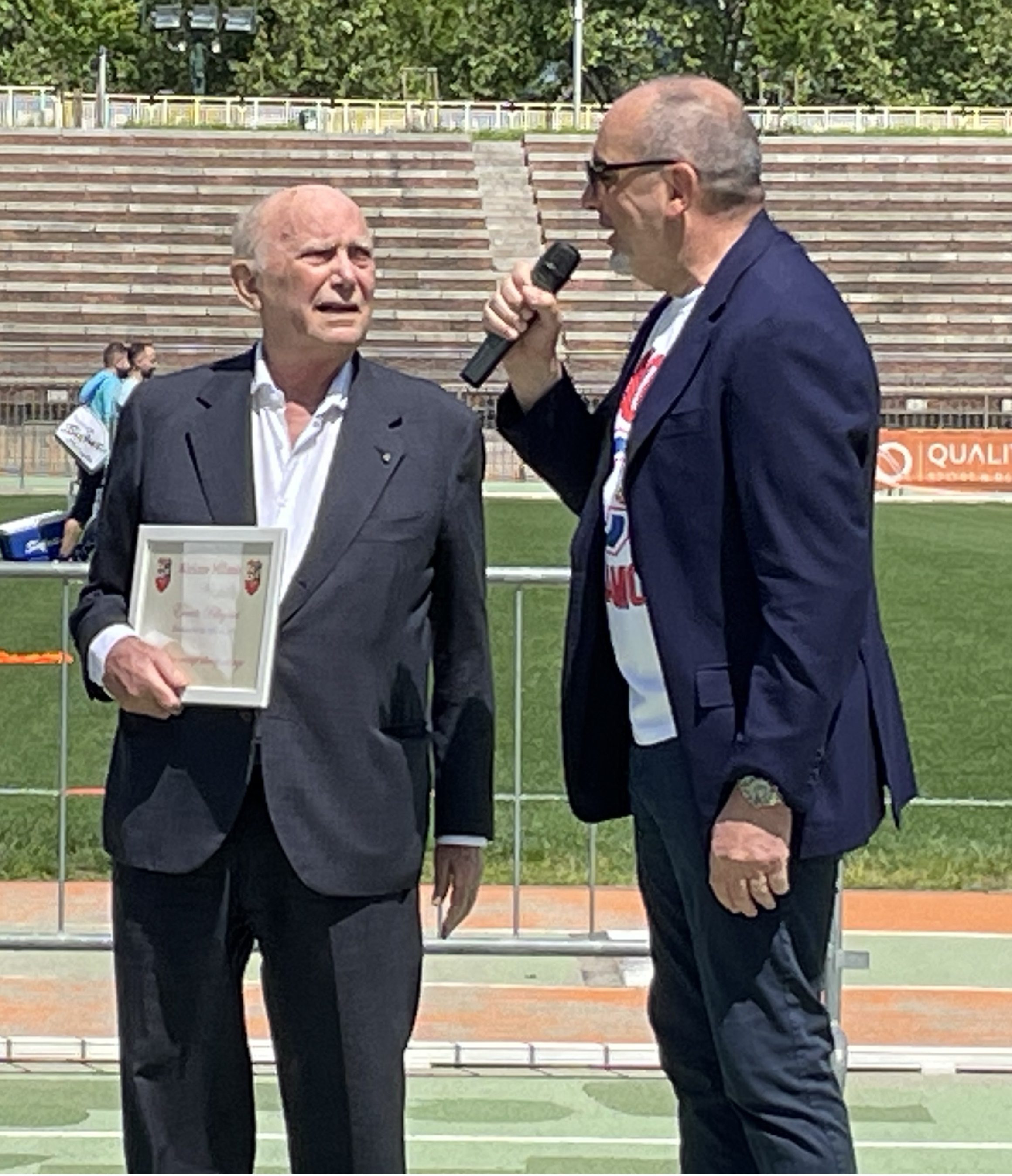
Ernesto Pellegrini premiato per gli anni di presidenza da Giulio Gallazzi, patròn dell'Alcione

Il primo presidente nonché primo allenatore, Ennio Di Ponzio, era privo di significative risorse economiche, sicché sul finire degli anni 1960 fece appelli pubblici per racimolare sostenitori. A uno di essi rispose l'imprenditore Ernesto Pellegrini (poi patròn dell'Inter), che dal 1968 per un decennio fu accanto alla società arancione, anche assumendone a sua volta la presidenza fino al 1970. La carica fu poi ricoperta, tra gli altri, anche dal politico Carlo Tognoli, longevo sindaco di Milano e ministro della Repubblica italiana.
Negli anni l'Alcione si è distinta soprattutto a livello di settore giovanile, vincendo varie competizioni e lanciando giocatori destinati a carriere d'alto livello. La prima squadra, dopo oltre 60 anni trascorsi nelle divisioni più basse del calcio italiano (sovente schierando formazioni giovanissime), negli anni 2010 inizia a proporsi ai vertici della Promozione e infine (grazie a un ripescaggio) nel 2017 fa il suo esordio in Eccellenza. Nel 2014 l'ingresso nella compagine societaria del manager Marcello Montini (che nel 2015 diventa consigliere e dal 2017 presidente, subentrando a Stefano Saccaggi) segna un significativo "cambio di passo", a livello di budget e ambizioni, per la prima squadra dell'Alcione, che si rafforza con l'ingresso nel 2016 di Giulio Gallazzi (imprenditore, proprietario della holding internazionale SRI Group ed ex giocatore di football americano) e la costituzione, nel 2021, della società controllante GM Sport Ventures, detenuta pariteticamente da Montini e Gallazzi, di cui quest'ultimo è presidente.
Dopo 4 stagioni in Eccellenza, nel 2020-2021 l'Alcione, allenato da Omar Albertini, vince il duello col Club Milano e ottiene la promozione in Serie D. In tal modo, Milano torna ad avere una squadra nell'interregionale dilettantistica a vent'anni di distanza dall'apparizione del Brera.
All'esordio in D gli orange vengono inseriti nel gruppo D, insieme a squadre perlopiù toscane ed emiliano-romagnole: la squadra di Albertini (capitanata dal neoacquisto Mario Piccinocchi) si attesta a metà classifica e consegue una tranquilla salvezza. 
Nella stagione 2022-2023, disputata nel girone B "lombardo", l'Alcione (affidato alla guida tecnica di Giovanni Cusatis, in passato vice di Giuseppe Sannino) ingaggia un prolungato duello al vertice col Lumezzane (peraltro presieduto da Andrea Caracciolo, che aveva iniziato la carriera di giocatore proprio in maglia arancione), di cui eguaglia la prolificità dell'attacco, trascinato dai 17 gol di Faisal Bangal, nazionale del Mozambico. I bresciani infine prevalgono e gli orange vanno ai playoff come secondi classificati: vincendo gli spareggi, acquisiscono il diritto alla prelazione per i ripescaggi. Nei mesi estivi del 2023, tuttavia, l'istanza di ammissione in Serie C a completamento organici non va a buon fine in virtù della richiesta dell'Alcione di usare l'Arena Civica di Milano come campo interno, che viene rigettata adducendo a motivo difficoltà tecnico-burocratiche.

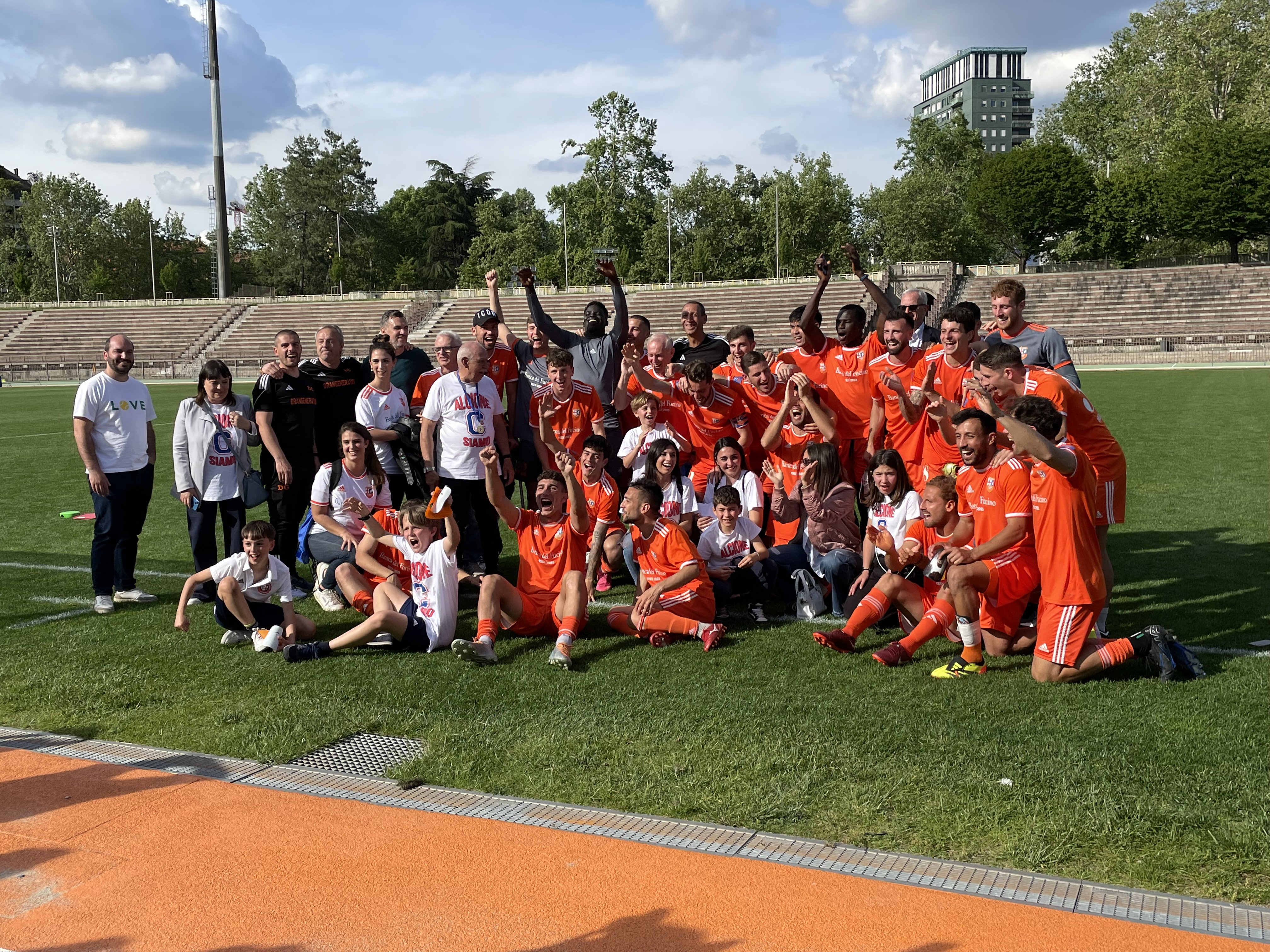
La prima squadra dell'Alcione, con alcuni tifosi e membri delle giovanili, festeggia la promozione in Serie C

L'Alcione disputa quindi per la terza volta consecutiva la Serie D, venendo inserito per il 2023-2024 nel girone A, con squadre perlopiù dal Piemonte e dalla Liguria. Alla sesta giornata gli orange si issano al vertice del raggruppamento e non perderanno più la posizione, trovando un competitor nei piemontesi del Chisola, che vengono tuttavia fermati sul pari nello scontro diretto all'andata a Vinovo e regolati per 2-1 al ritorno presso il campo Kennedy. La squadra di Cusatis, pur se rimasta priva di Bangal (passato nei mesi estivi alla Luparense), trova un nuovo cannoniere in Fabio Morselli, beneficiando altresì di un innesto di qualità ed esperienza come l'ex professionista Karim Laribi (21 presenze in Serie A), ottenendo sia il miglior attacco che la miglior difesa del raggruppamento. Il 21 aprile 2024, grazie alla vittoria per 3-0 sul Borgosesia e alla contestuale sconfitta del Chisola contro il Città di Varese, l'Alcione si assicura la vittoria nel girone e la prima promozione in Serie C nella propria storia.
Nella stagione 2024-2025 Milano ha così, per la prima volta in assoluto, tre squadre di calcio professionistiche, sebbene l'Alcione si trovi a dover giocare le gare interne allo stadio Breda di Sesto San Giovanni, non essendo stato possibile avere un campo idoneo nel territorio comunale del capoluogo lombardo. L'esordio in Serie C vede l'Alcione disputare un campionato di buon livello e ottenere ampiamente una salvezza tranquilla, pur patendo un calo di rendimento nel girone di ritorno, specie dalla 22^ giornata, che preclude l'accesso ai play-off chiudendo la stagione al dodicesimo posto. A stagione conclusa, dopo 11 anni di presenza nei quadri societari e 8 di presidenza, Marcello Montini cede la massima carica a Giulio Gallazzi.

## Cronistoria
| Cronistoria dell’Alcione Milano Società Sportiva |
| --- |
| - 1952 - Viene fondata a Milano la Società Sportiva Alcione. - 1952-1992 - ... - 1992-1993 - ? nel girone F di Terza Categoria "under-21 pura" Milano. - 1993-2003 - ... - 2003-2004 - ? nel girone A di Terza Categoria Milano. - 2004-2005 - ? nel girone ? di Terza Categoria Milano. Promosso in Seconda Categoria. - 2005-2006 - ? nel girone O di Seconda Categoria Lombardia. - 2006-2007 - ? nel girone Q di Seconda Categoria Lombardia. - 2006-2007 - ? nel girone ? di Seconda Categoria Lombardia. - 2007-2008 - 1º nel girone ? di Seconda Categoria Lombardia. Promosso in Prima Categoria. - 2008 - Cambia denominazione in Associazione Sportiva Dilettantistica Alcione. - 2008-2009 - 7º nel girone M di Prima Categoria Lombardia. - 2009-2010 - 8º nel girone N di Prima Categoria Lombardia. - 2010-2011 - 3º nel girone ? di Prima Categoria Lombardia. Vince i play-off. Promosso in Promozione. - 2011-2012 - 10º nel girone G di Promozione Lombardia. Partecipa alla Coppa Italia di Promozione Lombardia. - 2012-2013 - 2º nel girone B di Promozione Lombardia. Primo turno play-off intergirone. Partecipa alla Coppa Italia di Promozione Lombardia. - 2013-2014 - 3º nel girone B di Promozione Lombardia. Primo turno play-off intergirone. Vince la Coppa Italia di Promozione Lombardia (1º titolo). - 2014-2015 - 5º nel girone A di Promozione Lombardia. Partecipa alla Coppa Italia di Promozione Lombardia. - 2015-2016 - 3º nel girone F di Promozione Lombardia. Partecipa alla Coppa Italia di Promozione Lombardia. - 2016-2017 - 2º nel girone F di Promozione Lombardia. Primo turno play-off intergirone. Ripescato in Eccellenza. Partecipa alla Coppa Italia di Promozione Lombardia. - 2017 - Cambia denominazione in Alcione Milano Società Sportiva Dilettantistica a r.l. - 2017-2018 - 12º nel girone A di Eccellenza Lombardia. Fase regionale di Coppa Italia Dilettanti. - 2018-2019 - 10º nel girone A di Eccellenza Lombardia. Fase regionale di Coppa Italia Dilettanti. - 2019-2020 - 10º nel girone A di Eccellenza Lombardia. Campionato sospeso a causa della pandemia di COVID-19. Fase regionale di Coppa Italia Dilettanti. - 2020-2021 - 1º nel girone B di Eccellenza Lombardia. Promosso in Serie D. - 2021-2022 - 11º nel girone D di Serie D. Primo turno di Coppa Italia Serie D. - 2022-2023 - 2º nel girone B di Serie D. Vince i playoff del proprio girone. Trentaduesimi di finale di Coppa Italia Serie D. - 2023-2024 - 1º nel girone A di Serie D. Promosso in Serie C. Trentaduesimi di finale di Coppa Italia Serie D. Turno preliminare della Poule Scudetto. - 2024 - Cambia denominazione in Alcione Milano Società Sportiva a r.l. - 2024-2025 - 12º nel girone A di Serie C. Primo turno di Coppa Italia Serie C. |

## Colori e simboli

### Colori
I colori sociali dell'Alcione sono l'arancione (tinta dominante) e il blu.
Sulle maglie interne si registra una netta prevalenza dell'arancione (motivo per cui i giocatori sono anche soprannominati orange), mentre le casacche di cortesia si declinano perlopiù sui colori blu, bianco o talora nero.

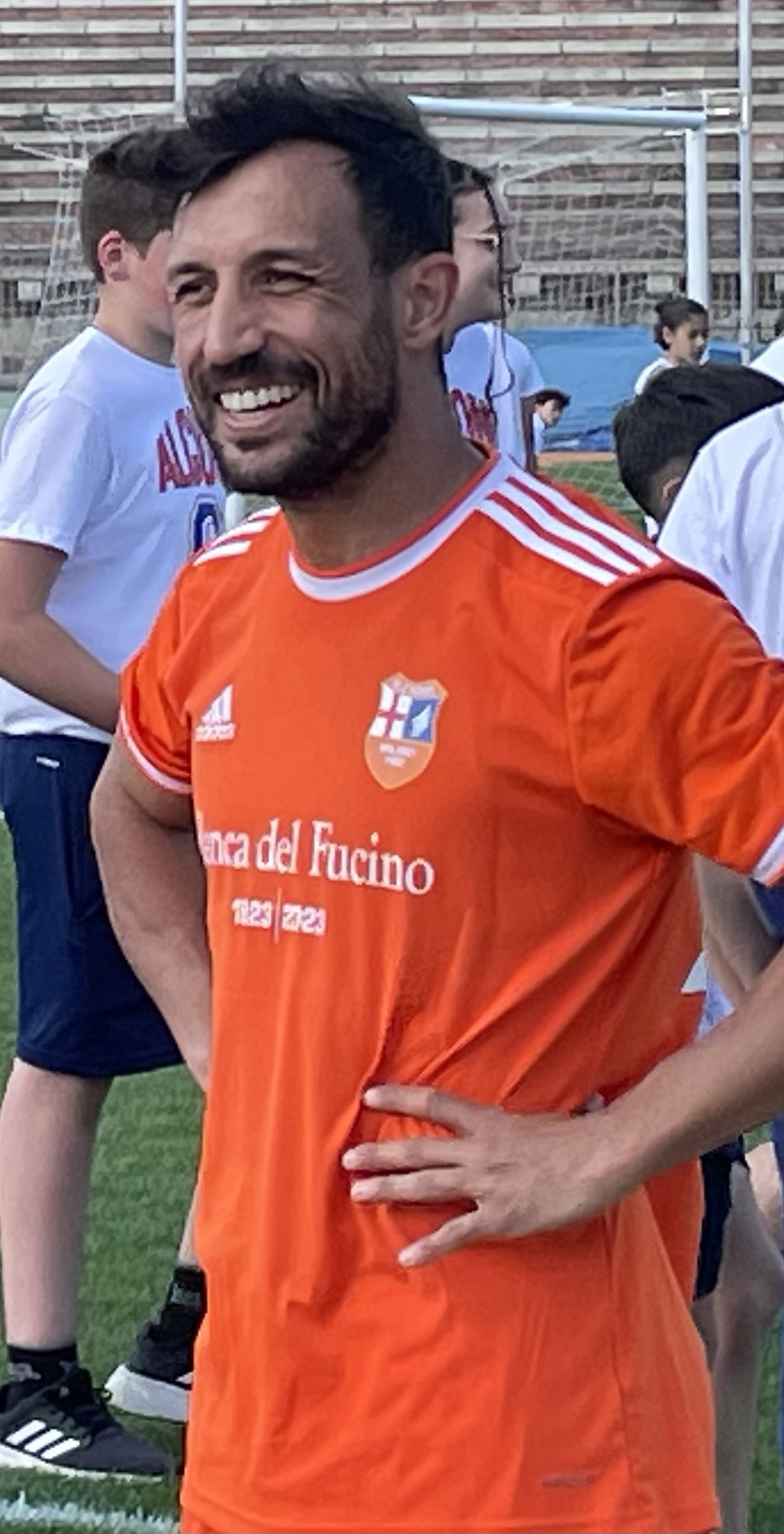
Karim Laribi con la maglia interna dell'Alcione (2024)
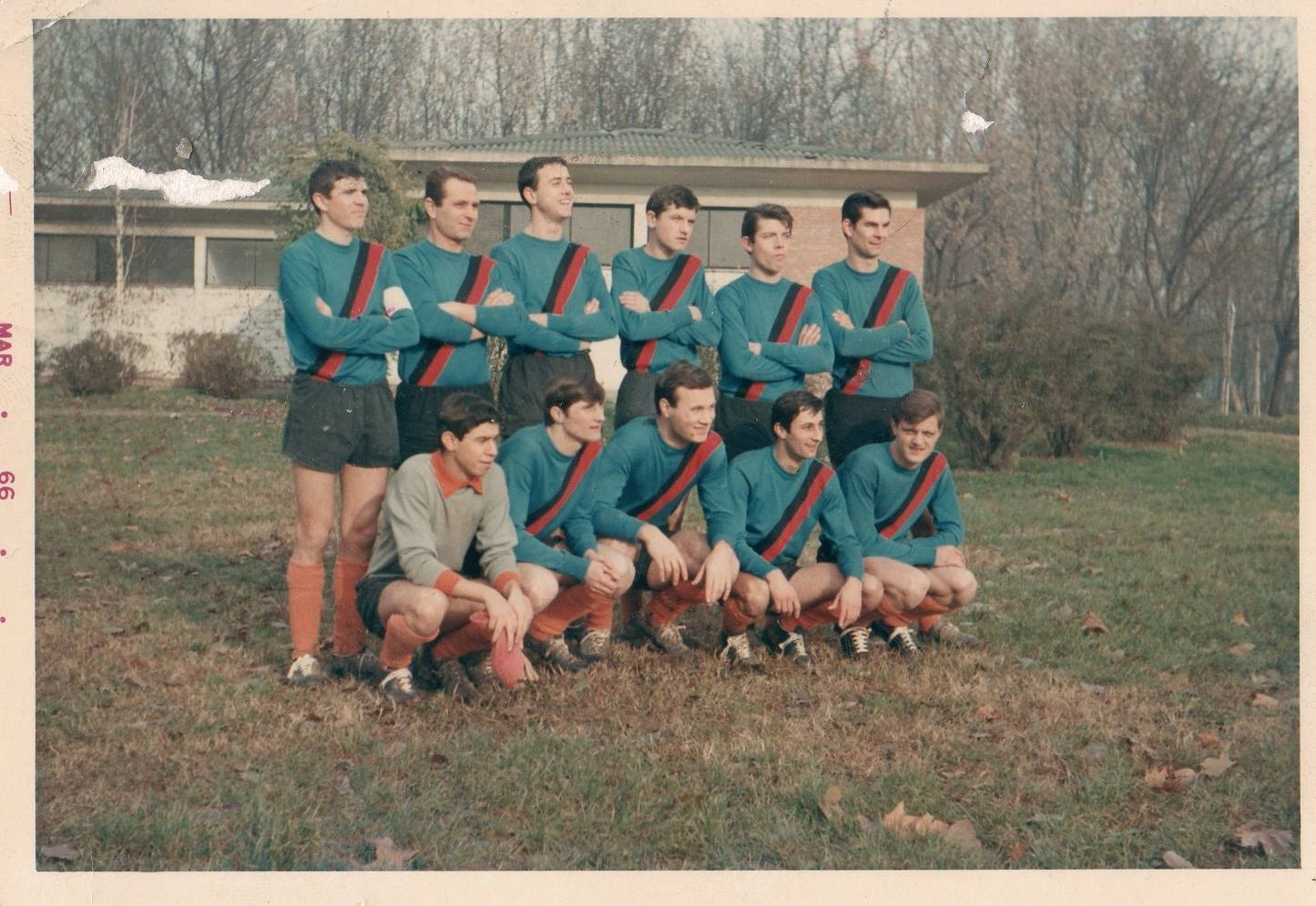
Squadra dell'Alcione nel 1966, in divisa di cortesia

### Simboli ufficiali

#### Stemma
Per diverso tempo lo stemma ha avuto la forma di uno scudetto: vi campeggiava in origine il disegno del martin pescatore, l'uccello che ha dato il nome e i colori al club. Col passare degli anni, il richiamo al simbolo originario si è ridotto al solo disegno dell'ala. Negli anni 2000 si è aggiunto il richiamo al simbolo comunale di Milano, d'argento alla croce di rosso.
Nel 2024, per il debutto nel professionismo, il club si è dotato di un nuovo logo, nel quale la figura dominante diventa la lettera A maiuscola, di colore arancione, "scomposta" in due parti: su quella di destra si aggiungono elementi geometrici blu, a significare la forma del martin pescatore in volo. Al di sotto è apposta l'epigrafe Milano 1952 a caratteri stampatelli arancioni.

#### Inno
Il primo inno ufficiale del club risale agli anni 1980; scritto e cantato dal produttore discografico Domenico "Mimmo" Paganelli (in gioventù giocatore arancione) e dall'artista Mario D’Alessandro, s'intitolava Alcione Alcione.
Nel 2024, per il debutto nel professionismo, è stato adottato quale inno il brano Cuore Orange, scritto ed eseguito dal rapper Francesco Patroncini, in arte Letteredistrada.

## Strutture

### Stadio
L'Alcione, dopo una prima fase ai campo sportivi Pavesi (in zona Portello) e Don Gnocchi (presso la Fiera di Milano), ha eletto a campo interno il centro sportivo John Fitzgerald Kennedy a Milano, nel rione di municipio 7, non lontano dallo stadio Giuseppe Meazza. La struttura è condivisa con altri club zonali ed è dotata di vari campi e infrastrutture a carattere polisportivo: vi si gioca infatti a baseball e softball a livello nazionale e internazionale, nonché a tennis; l'Alcione tipicamente ha adottato per le gare interne il campo 1, in erba sintetica, dotato di due piccole tribune sul rettilineo.
Nel terzo millennio, di pari passo con l'aumento del livello della pratica calcistica, l'Alcione ha altresì iniziato a giocare alcune gare casalinghe presso l'Arena Civica al parco Sempione, monumento storico-architettonico ottocentesco di particolare pregio, nonché impianto sportivo più antico di Milano. Già nell'estate 2023 il club espresse il desiderio di adottare l'Arena come campo interno per affrontare la Serie C, ma l'istanza non andò a buon fine per alcuni problemi burocratici; nel successivo mese di dicembre fu siglato un accordo congiunto tra Alcione, Comune di Milano e Inter femminile per l'utilizzo condiviso dell'impianto intitolato al giornalista Gianni Brera, ma anche con ciò la prefettura di Milano negò il permesso di utilizzo dell'Arena per il professionismo. 
Dopo aver inizialmente valutato (e annunciato) allo scopo lo stadio comunale di Fiorenzuola d'Arda, in provincia di Piacenza, l'Alcione riesce infine ad accordarsi per disputare le gare casalinghe di Serie C allo stadio Ernesto Breda di Sesto San Giovanni, rimanendo così nella città metropolitana di Milano.
In alcuni momenti la squadra ha altresì giocato le gare interne nel comune di Pero.

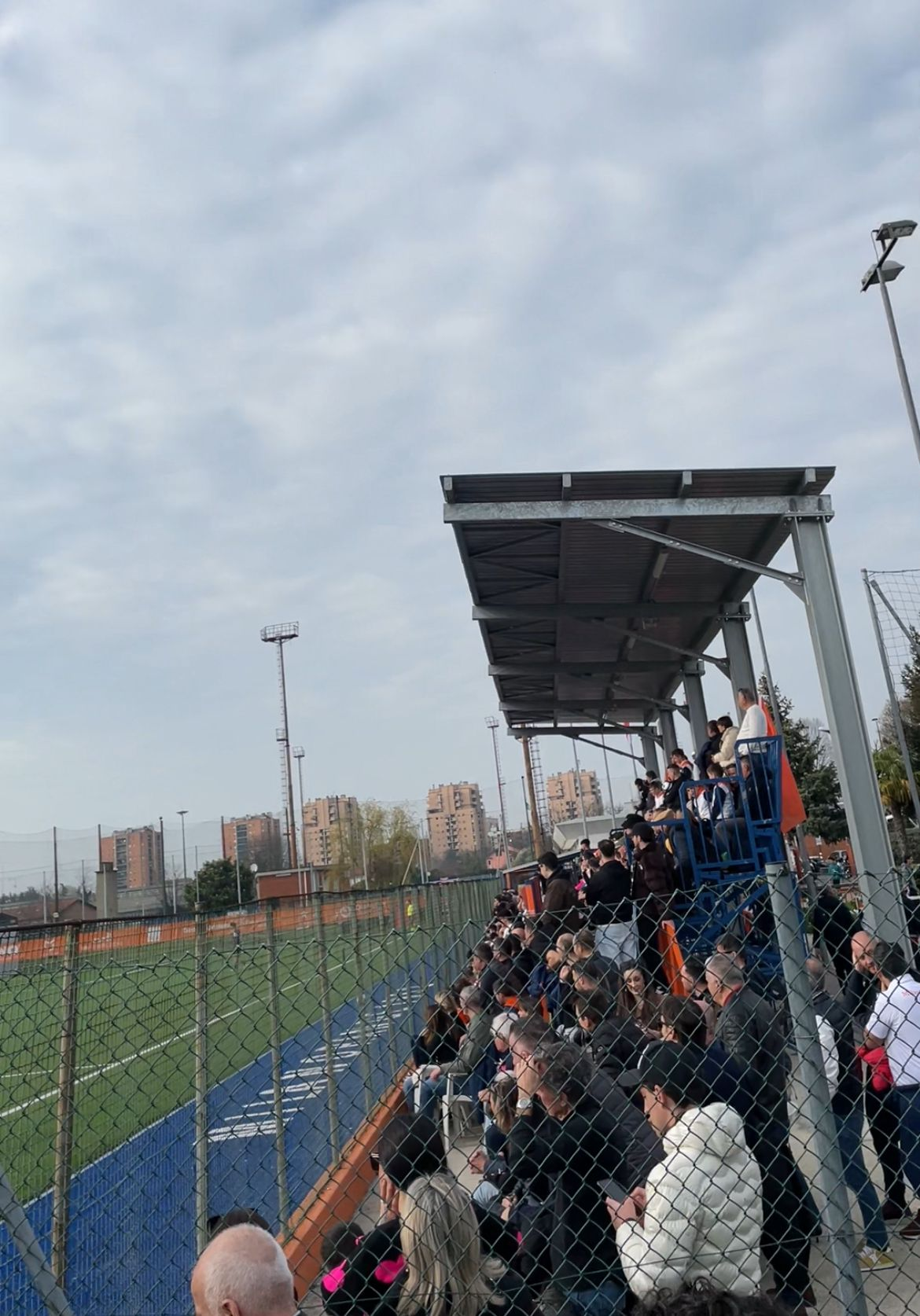
Il centro sportivo Kennedy, sede storica dell'Alcione
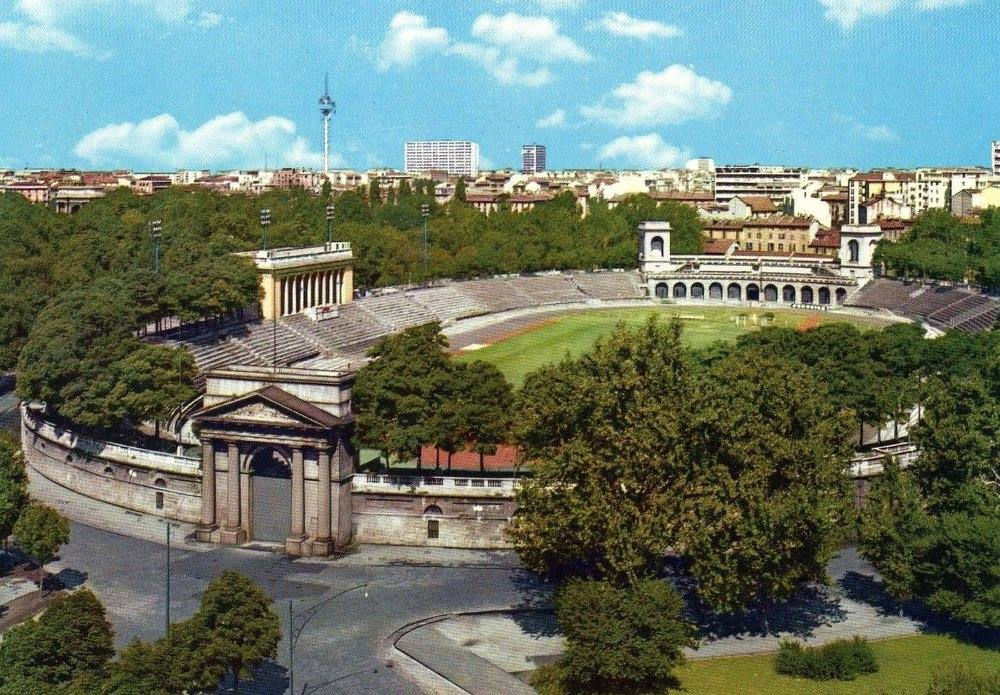
L'Arena Civica di Milano
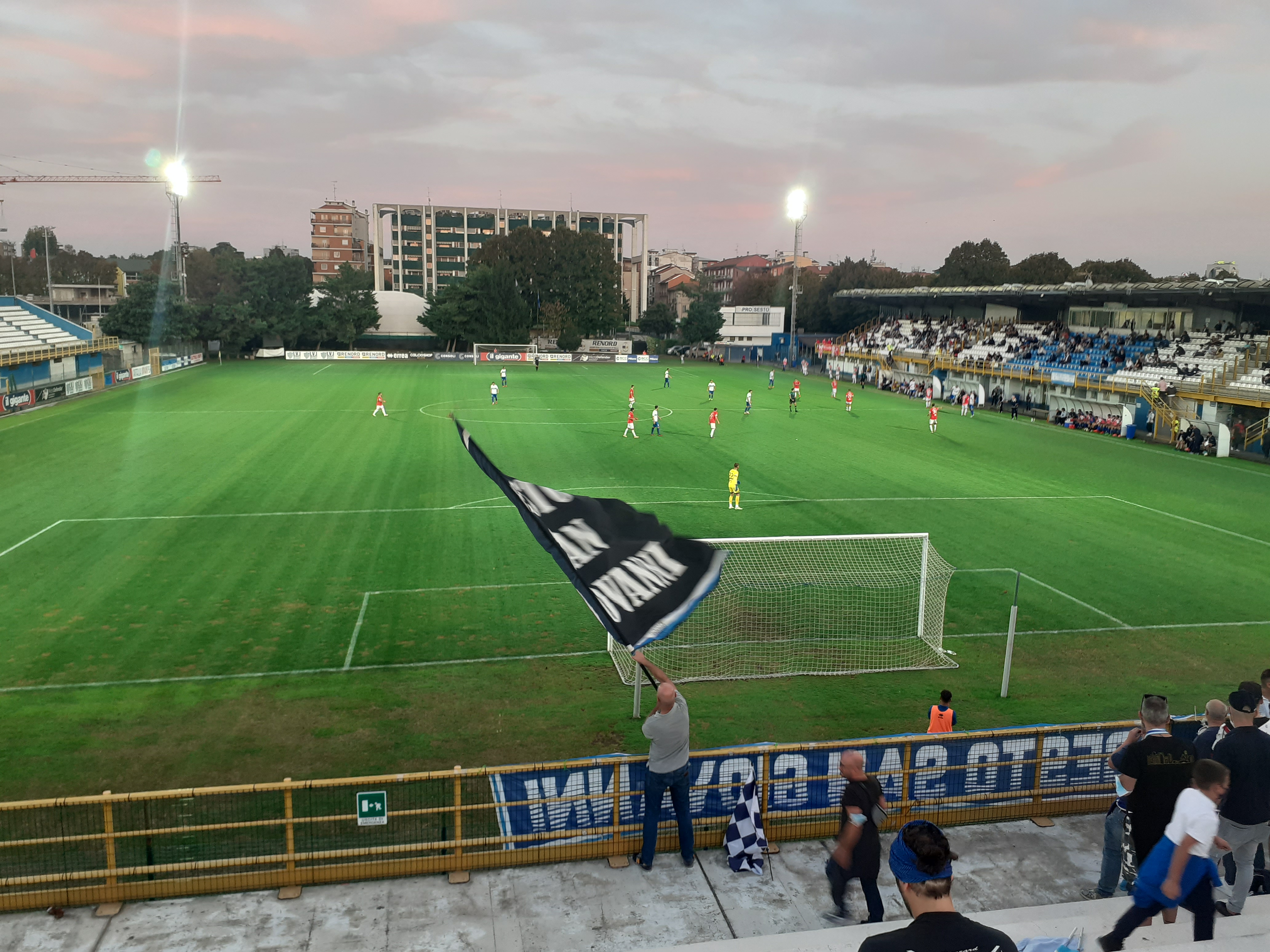
Lo stadio Breda di Sesto San Giovanni, teatro del debutto dell'Alcione in Serie C

### Centro di allenamento
Le selezioni societarie si allenano presso il già citato centro sportivo Kennedy, struttura polisportiva condivisa con altre società milanesi; all'interno del complesso l'Alcione si è occupato di rizollare due campi da gioco (in aggiunta al centrale) e di ristrutturare i relativi locali di servizio, adibendoli a spogliatoi e palestra.

## Società
Dal 2024 il club è una società a responsabilità limitata controllata da GM Sport Ventures, soggetto giuridico originariamente costituito da Marcello Montini e Giulio Gallazzi; da aprile 2025, a seguito delle dimissioni di Montini, Gallazzi detiene la totalità del club. Sotto il controllo dell'Alcione rientra l'associazione sportiva dilettantistica Atletico Alcione, deputata alla gestione di parte delle giovanili arancioni.

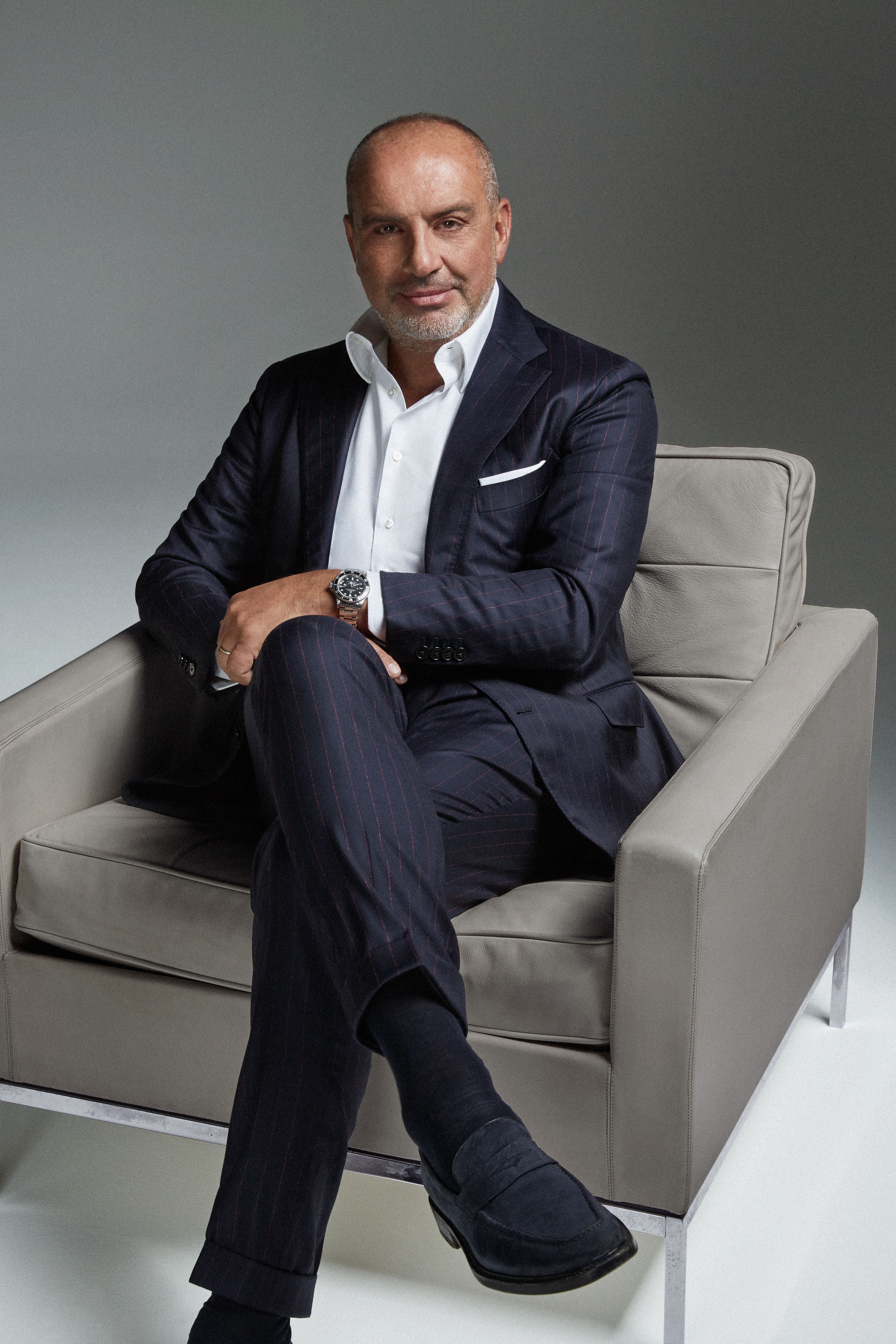
Giulio Gallazzi, patròn dell’Alcione promosso in Serie C

### Organigramma societario
Organigramma in carica al 26 aprile 2025:
- Giulio Gallazzi - presidente[3]
- Piergiorgio Bottai - consigliere
- Fabio Artoni - consigliere
- Giacomo Gagliani - direttore generale
- Matteo Mavilla - direttore sportivo
- Anna Ornaghi - responsabile amministrativo
- Lorenzo Tadini - segretario generale
- Riccardo Bellotti - direttore sportivo giovanili
- Ivan Bresciani - attività di base
- Alberto Belloli - responsabile impianti
- Mario Sironi - responsabile social media

### Sponsor
Di seguito la cronologia dei fornitori tecnici dell'Alcione.
- ?-2022 Nike
- 2020-2022 Le Coq sportif[36]
- 2022- Adidas

### Settore giovanile
Attivo dal 1964 (anno d'istituzione della scuola calcio e del centro di addestramento sportivo), il settore giovanile dell'Alcione è tra i più strutturati della Lombardia e ha conquistato numerosi successi a livello regionale. Dal 2018 parte delle attività sono demandate a una società satellite, l'Atletico Alcione, che schiera solo squadre giovanili. Nei primi anni 2000 l'Alcione fu club satellite dell'Atalanta.
Nelle giovanili dell'Alcione hanno militato vari calciatori che successivamente hanno raggiunto i massimi livelli del calcio italiano e internazionale: tra gli altri si sono formati in maglia arancione Giuseppe Dossena, Amerigo Paradiso, Doriano Pozzato, Massimo Silva, Alessandro Pistone, Andrea Caracciolo, Lorenzo Dickmann, Nicolò Rovella.
Tra il 1988 e il 2017 l'Alcione, con il patrocinio de La Gazzetta dello Sport, ha organizzato un torneo di calcio giovanile intitolato al giornalista Gino Palumbo, dedicato alle categorie Allievi ed Esordienti. Sono stati poi organizzati internamente dei memorial giovanili intitolati a Luigi Vitariello (per la categoria Pulcini) e Fabrizio Tonani (per gli Esordienti).

## Allenatori e presidenti

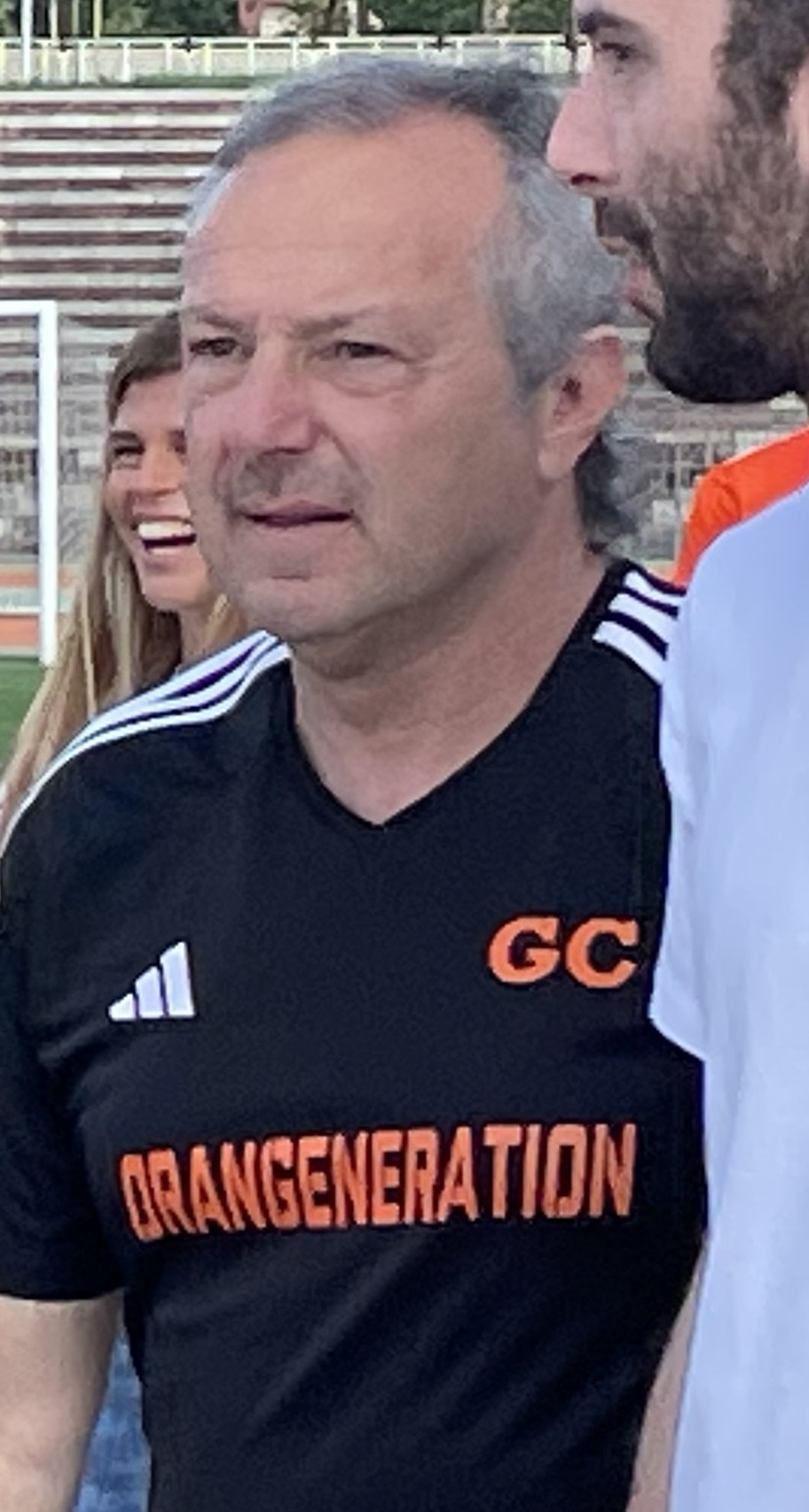
L'allenatore Giovanni Cusatis, artefice della prima promozione in Serie C

Di seguito la cronologia di allenatori e presidenti dell'Alcione:
- 1952-? ...  Ennio Di Ponzio
- ?-2018  Fabio Pizzi
- 2018-2020  Marco Berti
- 2020-2021  Omar Albertini
- 2021-  Giovanni Cusatis

- 1952-1968  Ennio Di Ponzio
- 1968-1970  Ernesto Pellegrini
- 1970-1988 ...
- 1988-1990  Ezio Bazzini
- 1990-1997  Giovanni Bosio
- 1997-2002  Paolo Gargiulo
- 2002-2013  Fabrizio Tonani
- 2013-2017  Stefano Saccaggi
- 2017-2025  Marcello Montini
- 2025-  Giulio Gallazzi

## Calciatori

### Capitani
- ... (1952-?)
- Emanuele Orlandi (?-2021)[45]
- Mario Piccinocchi (2021-2025)[46]

## Palmarès

### Competizioni interregionali
- Serie D: 1

2023-2024 (girone A)

### Competizioni regionali
- Eccellenza: 1

2020-2021 (girone A lombardo)
- Seconda Categoria: 1

2007-2008
- Coppa Italia di Promozione: 1

2013-2014 (Lombardia)

### Competizioni giovanili
- Campionato Nazionale Juniores: 1

2023-2024

## Statistiche e record

### Partecipazione ai campionati
Campionati su base nazionale e interregionale
| Livello | Categoria | Partecipazioni | Debutto   | Ultima stagione | Totale |
| ------- | --------- | -------------- | --------- | --------------- | ------ |
| 3º      | Serie C   | 2              | 2024-2025 | 2025-2026       | 2      |
| 4º      | Serie D   | 3              | 2021-2022 | 2023-2024       | 3      |

### Partecipazione alle coppe
| Competizione         | Partecipazioni | Debutto   | Ultima stagione | Totale |
| -------------------- | -------------- | --------- | --------------- | ------ |
| Coppa Italia Serie C | 2              | 2024-2025 | 2025-2026       | 2      |
| Coppa Italia Serie D | 3              | 2021-2022 | 2023-2024       | 3      |

## Tifoseria

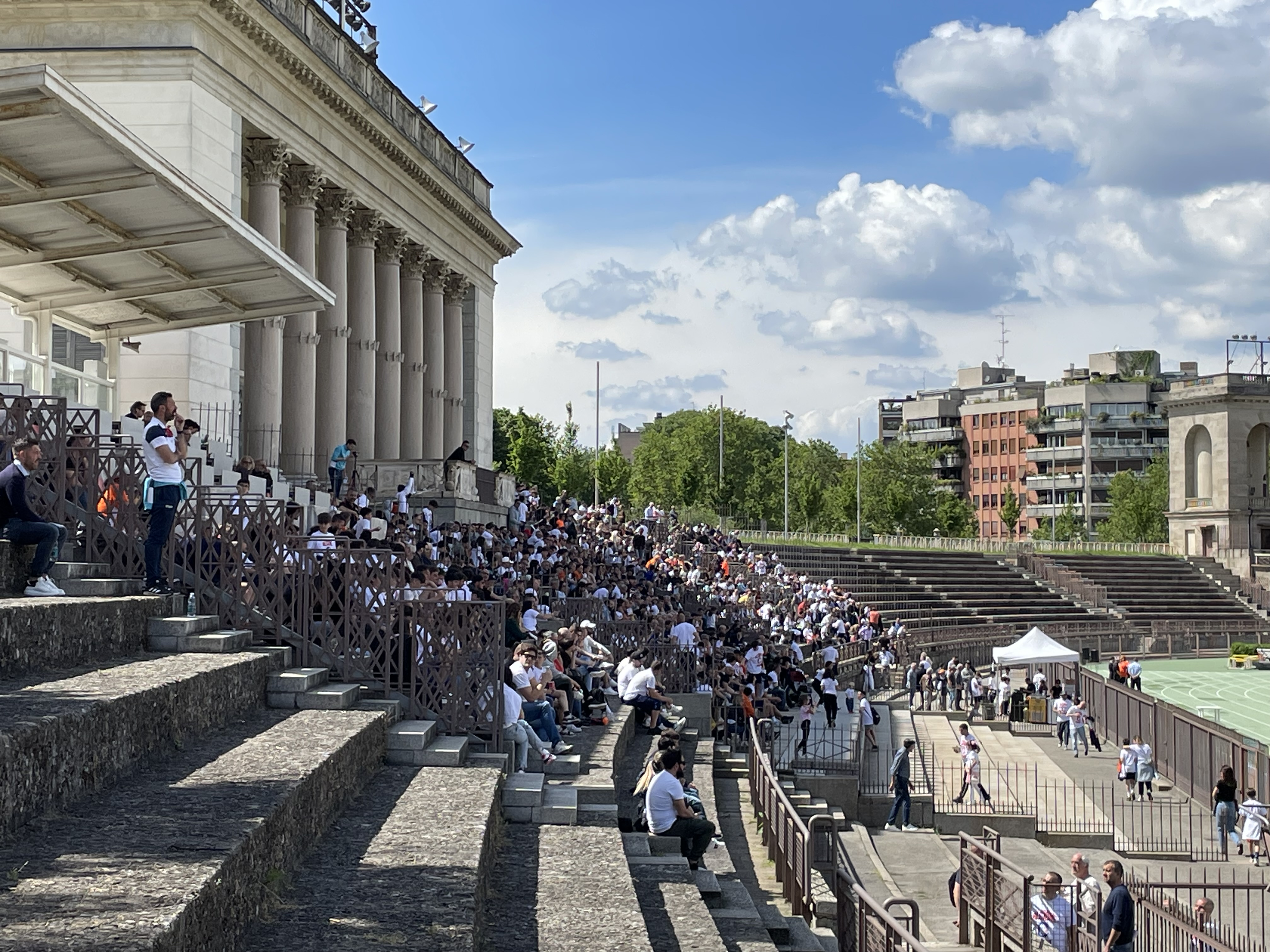
Pubblico all'Arena Civica in occasione di una partita dell'Alcione

Data la parabola storica dell'Alcione (dipanatasi per oltre settant'anni nelle divisioni amatoriali del calcio italiano) e la vicinanza della sede con quelle di varie altre squadre di longeva e prestigiosa tradizione sportiva, il seguito di pubblico orange è piuttosto ridotto. Le presenze di pubblico alle partite interne (giocate peraltro in strutture dalla capienza ridotta) raggiungono di rado il migliaio di unità, mentre in trasferta sovente non vi è alcun tifoso al seguito.
All'Alcione non è riconducibile alcun movimento di tifoseria organizzata, né è possibile ravvisare rapporti di amicizia o rivalità.

## Organico

### Rosa 2025-2026
Aggiornata al 17 agosto 2025.
| N. |                    | Ruolo | Calciatore          |
| -- | ------------------ | ----- | ------------------- |
| 3  | Italia (bandiera)  | D     | Paolo Chierichetti  |
| 5  | Italia (bandiera)  | D     | Armando Miculi      |
| 6  | Italia (bandiera)  | D     | Daniele Ciappellano |
| 7  | Italia (bandiera)  | C     | Guillaume Renault   |
| 8  | Italia (bandiera)  | C     | Mattia Muroni       |
| 10 | Francia (bandiera) | A     | Jonathan Pitou      |
| 11 | Italia (bandiera)  | A     | Fabio Morselli      |
| 16 | Italia (bandiera)  | C     | Jacopo Lanzi        |
| 17 | Italia (bandiera)  | C     | Riccardo Rebaudo    |
| 18 | Francia (bandiera) | C     | Emerick Lopes       |
| 20 | Italia (bandiera)  | D     | Christian Dimarco   |
| 21 | Italia (bandiera)  | C     | Kevin Bright        |
| 22 | Italia (bandiera)  | P     | Federico Agazzi     |
| 23 | Italia (bandiera)  | C     | Giorgio Galli       |

| N. |                   | Ruolo | Calciatore         |
| -- | ----------------- | ----- | ------------------ |
| 25 | Italia (bandiera) | D     | Filippo Pirola     |
| 29 | Italia (bandiera) | A     | Luigi Samele       |
| 30 | Italia (bandiera) | A     | Luca Zamparo       |
| 31 | Italia (bandiera) | A     | Michele Marconi    |
| 27 | Italia (bandiera) | C     | Mattia Lione       |
| 33 | Italia (bandiera) | C     | Andrea Invernizzi  |
| 67 | Italia (bandiera) | C     | Tommaso Mocchi     |
| 73 | Italia (bandiera) | D     | Giulio Scuderi     |
| 81 | Italia (bandiera) | C     | Filippo Gallazzi   |
| 90 | Italia (bandiera) | P     | Riccardo Moroni    |
| 94 | Italia (bandiera) | D     | Filippo Bertolotti |
| 96 | Italia (bandiera) | A     | Simone Palombi     |
|    | Italia (bandiera) | C     | Daniele Olivieri   |

### Staff tecnico
Aggiornato al 30 luglio 2025.
Area tecnica
- Giovanni Cusatis - Allenatore
- Davide Giubilini - Viceallenatore
- Mario Piccinocchi - Collaboratore tecnico
- Simon Carello - Preparatore dei portieri
- Federico Carmignani - Preparatore atletico
- Davide Marchetto - Fisioterapista
- Stefano Frontini - Team manager
- Bruno Podesta - Dirigente accompagnatore
- Mouhamed Coly - Magazziniere